# Plavuně
Plavuně (Lycopodiophyta), též známé jako plavuňové rostliny, jsou oddělení cévnatých rostlin, které se rozmnožují výtrusy a probíhá u nich rodozměna s fází samostatné pohlavní a nepohlavní generace jedinců. Je to velmi starobylá skupina rostlin, sesterská ke všem ostatním cévnatým rostlinám; tradičně byly zařazovány mezi kapraďorosty, čímž však vznikal z fylogenetického hlediska nepřirozený taxon. K roku 2016 se mezi plavuňové rostliny zahrnovalo celosvětově v různých pojetích zhruba 1330 druhů, což představuje méně než 0,5 % celkové druhové diverzity rostlin na Zemi. Jejich klasifikace byla upravena systémem Pteridosperm Phylogeny, známým jako PPG I, kterého se drží i tento článek.
Plavuně se vyvíjejí již od prvohor, konkrétně od pozdního siluru (cca před 425 miliony lety); intenzivně se rozšířily v devonu a svého vrcholu dosáhly v karbonu, kdy jejich rozsáhlé porosty daly vzniknout dnešním černouhelným slojím. Stromové formy vymírají v permu až triasu, keřovité pak v druhohorách, takže do současnosti se zachovaly jen jako pozemně, epifyticky nebo zcela či částečně ponořeně rostoucí byliny. Centrum jejich rozšíření je ve vlhkých subtropech a tropech, rostou však i v temperátních oblastech, některé zasahují až za polární kruh nebo jsou součástí vysokohorské vegetace nad hranicí lesa. Málo se naopak vyskytují v suchých oblastech stepí, polopouští a pouští. Některé mají omezené medicínské či okrasné využití. Největším, kosmopolitně rozšířeným rodem je vraneček (Selaginella) s více než 700 druhy. V české přírodě se vzácně vyskytuje celkem 13 druhů plavuní, převážně v horách a podhůřích; patrně nejčastějším zástupcem těchto rostlin je plavuň vidlačka (Lycopodium clavatum).

## Popis

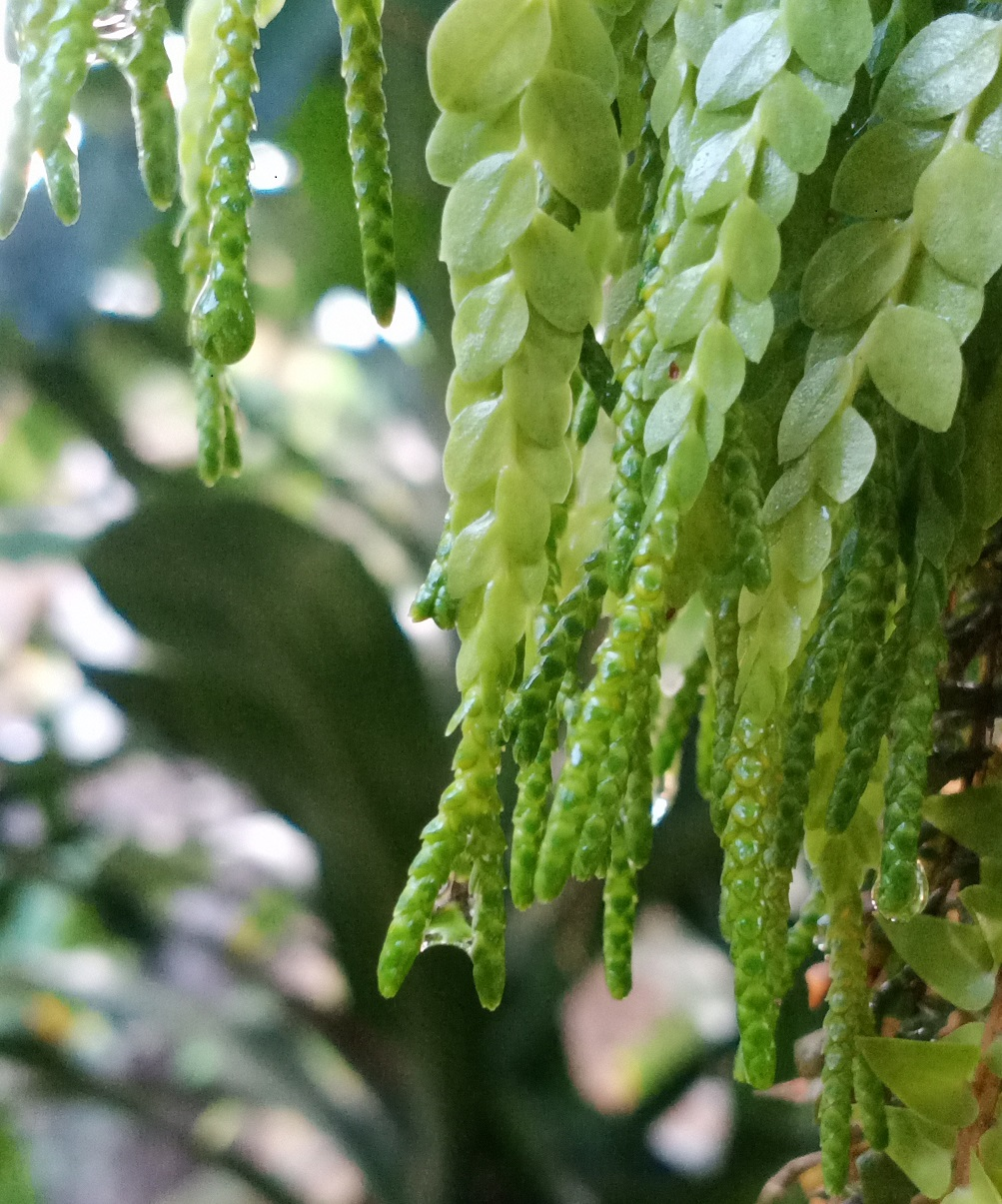
Detail jednožilných listů vrance Phlegmariurus nummulariifolius

Plavuně jsou převážně vytrvalé, stálezelené, cévnaté rostliny, rostoucí plazivě nebo vzpřímeně na zemi, jiné epifyticky nebo popínavě. Stonek je plný, nečlánkovaný, větví se dichotomicky, případně pseudomonopodiálně. U žijících zástupců je pouze bylinný, některé vymřelé skupiny, především z řádu Lepidodendrales, však byly i dřevnaté, druhotně tloustnoucí stromy. Jejich kmeny byly nevětvené, někdy až 30–40 metrů vysoké a s bází o průměru i 2–5 metrů; uvnitř měly velkou dutinu vyplněnou dření a úzký válec sekundárního dřeva s vodivou funkcí, stabilitu zajišťovala sklerenchymatická pletiva vnější kůry. Vyznačovaly se bipolárním růstem, kdy se kmen podobným způsobem větvil nahoře i dole; z vidličnatě větvených spodních „větví“, zvaných stigmaria, pak vyrůstaly kořenové výběžky. Pozůstatkem tohoto způsobu růstu jsou kořenonoše (rhizofory) některých současných vranečků.
Listy i kořeny se u plavuní vyvinuly nezávisle na ostatních liniích rostlin. Listy jsou zpravidla drobné, vzniklé pouze vychlípením pokožkových buněk, a mají jen jednu nevětvenou centrální žilku; nazývají se mikrofyly (oproti složitěji stavěným a evolučně pokročilejším listům, takzvaným megafylům, u ostatních cévnatých rostlin). Uspořádané jsou ve šroubovici, jsou jednoduché, nečleněné, jen málo fosilních zástupců mělo listy dvouklaně dělené, u některých byly dlouhé až jeden metr. U vranečků a šídlatek je na bázi listů přítomen drobný výběžek zvaný pajazýček (lingula); listy šídlatek jsou navíc uvnitř duté. U fosilních dřevnatých zástupců vyrůstaly listy přímo z kmene a po opadání zanechávaly na jeho povrchu typické jizvy. Cévní svazky jsou tracheidy, u vranečků též primitivní tracheje, tvořící protostélé, aktinostélé až plektostélé, u šídlatek a vymřelých stromových druhů i primitivní eustélé. Rostliny obsahují alkaloidy jako lycopodin, selagin nebo huperzin, využitelné v medicíně.

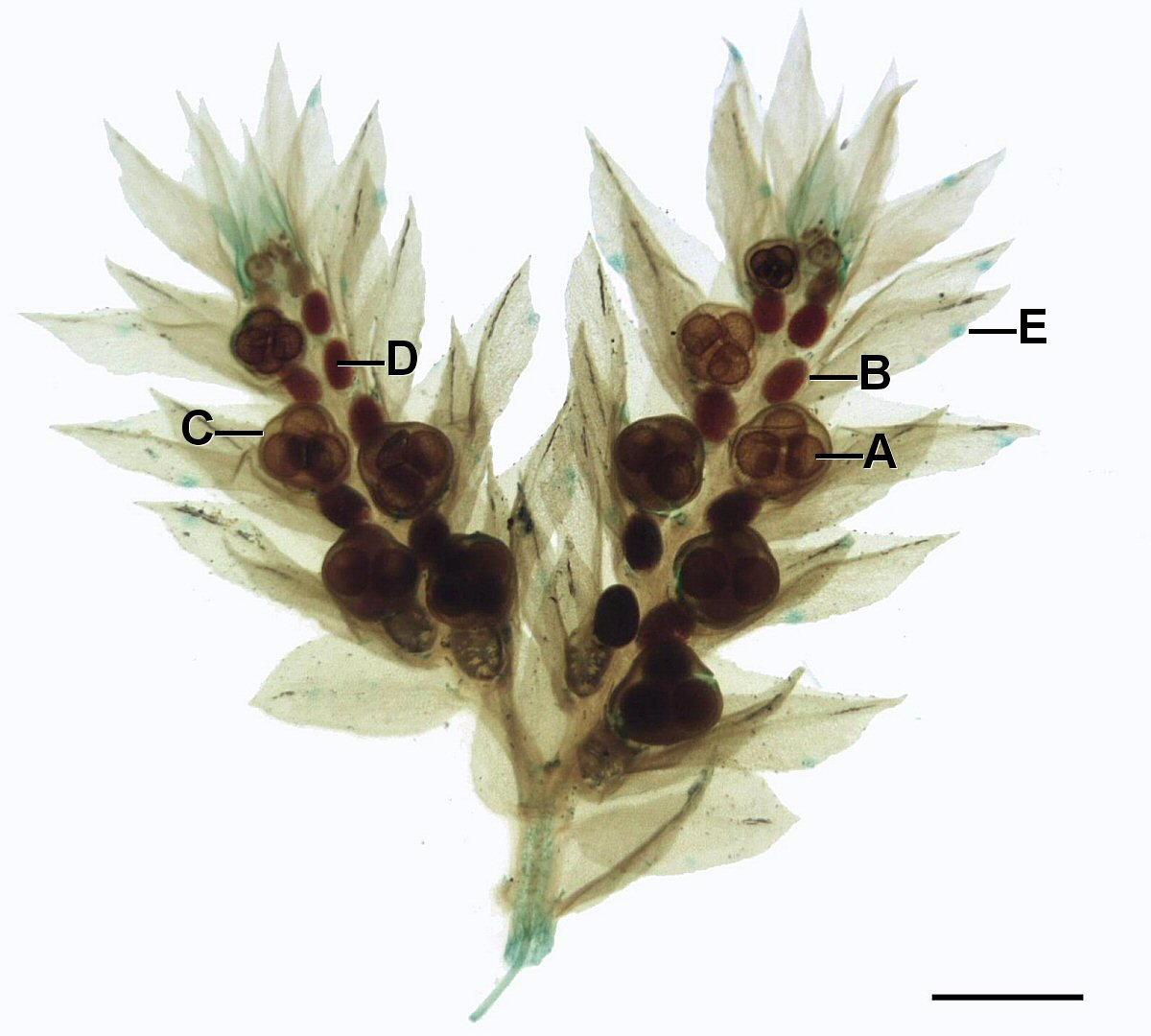
Výtrusnicový klas vranečku pod mikroskopem zřetelně ukazuje rozdílnou velikost čtyř velkých samičích (A, C) a mnoha drobných samčích (B, D) výtrusů ve sporangiích

Listy plavuní jsou rozlišeny na trofofyly s vyživovací funkcí, v nichž probíhá fotosyntéza, a na sporofyly s rozmnožovací funkcí, případně trofosporofyly sloužící obojím způsobem, jako u rodu vranec. Sporofyly někdy formují samostatné výtrusnicové klasy, které mohou být na dlouhých stopkách, nebo přisedlé. Výtrusy se tvoří redukčním dělením (meiózou) ve sporangiích, která jsou vývojově původnějšího eusporangiátního typu. Jsou ledvinitého či okrouhlého tvaru a nacházejí se v paždí listů nebo na bázi jejich lícové strany. Otevírají se příčnou štěrbinou, spory se šíří větrem, u šídlatek pak pod vodou. Plavuně zahrnují druhy izosporické (stejnovýtrusné, řád plavuňotvaré) i heterosporické (různovýtrusné, mezi ně patří vranečky a šídlatky). Spory před vyklíčením často prodělávají i mnohaleté období klidu.

## Životní cyklus

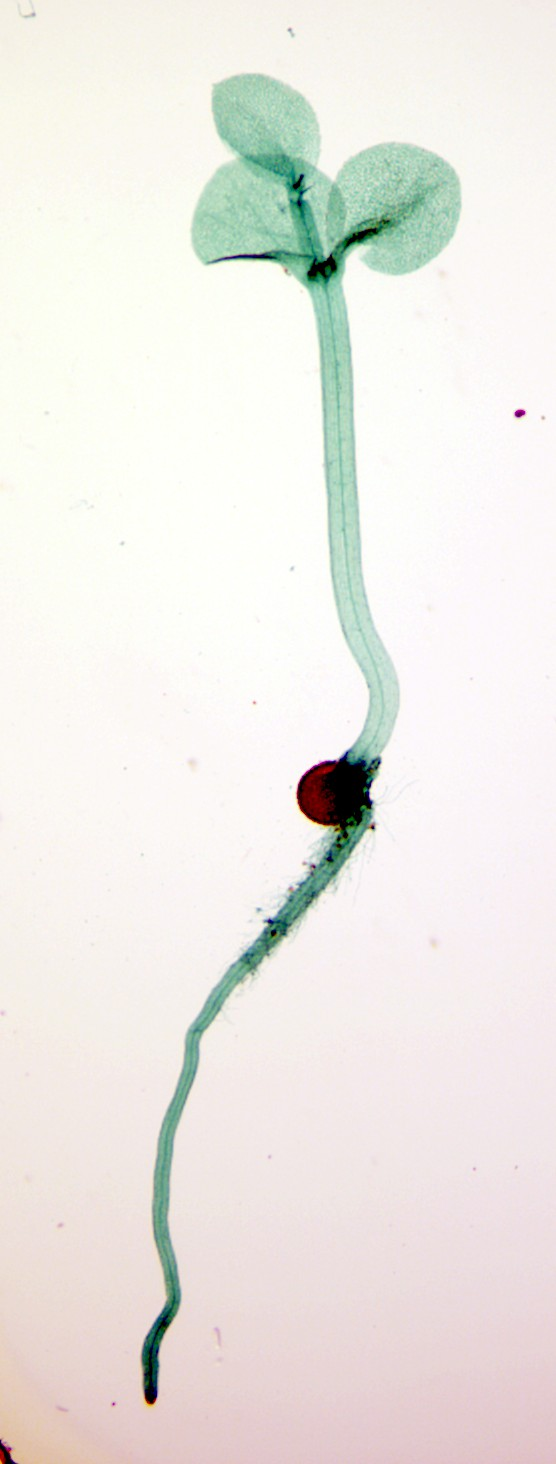
Rostlinka vranečku vyrůstající z endosporického gametofytu

U plavuní probíhá cyklus rodozměny charakteristický pro výtrusné rostliny. Gametofyt neboli pohlavní generace je mnohobuněčný, zelený či nezelený prokel. U izosporických druhů vzniká z výtrusů prokel oboupohlavný, jednodomý, na kterém se posléze tvoří zárodečníky a v nich vajíčko a také pelatky a v nich dvoubičíkaté i vícebičíkaté spermatozoidy; u druhů heterosporických vzniká odděleně prokel samčí (mikroprothalium) a samičí (megaprothalium). Ve vodním, resp. vlhkém prostředí se spermatozoidy přenáší na zárodečníky, kde oplozením vzniká zygota a z té se pak vyvíjí zelený, fotosyntetizující sporofyt (nepohlavní generace rostliny). V této fázi může docházet též ke křížení jednotlivých druhů. Obě generace rostlin mají někdy poněkud odlišné ekologické niky a v nich čelí i různým selekčním tlakům; je tedy obvyklé, že existence gametofytu ještě nemusí vést k vytvoření životaschopného sporofytu.
U zástupců čeledi plavuňovitých může být prokel značně dlouhověký a žít až 20 let; většinou je podzemní, mykotrofně vyživovaný, pro uchycení potřebuje narušený půdní povrch. Plavuňky (Lycopodiella sensu lato) mají prokel částečně nadzemní, krátkověký, se zelenou a fotosyntetizující vrchní částí. Samičí gametofyt vranečků i šídlatek je oproti tomu značně redukovaný a vyvíjí se přímo v samičím sporangiu (má endosporický vývoj); k oplození dochází ještě na mateřské rostlině, sporofyt tak zdánlivě klíčí přímo ze spory. Některé druhy vranců se vedle generativního rozmnožování mohou množit též vegetativně pomocí pupenů, resp. pacibulek (gemmy), které vyrůstají v paždí listů a posléze odpadávají; mnohé terestrické plavuně se vegetativně šíří zakořeňováním plazivých lodyh. Nadzemní části plavuněk naopak po vegetační sezóně odumírají a rostlina přezimuje pouze ve formě vrcholového pupenu, tyto druhy se dají považovat za rostliny jednoleté.
Gametofyt i sporofyt formují specializované vztahy arbuskulární mykorhizy s myceliem hub, nejčastěji rodu Glomus z oddělení Glomeromycota, přičemž gametofyt většiny druhů je na symbióze s houbou existenčně zcela či alespoň částečně závislý. Úzké vazby plavuňových gametofytů na konkrétní mykosymbionty mohou svědčit o vzájemné koevoluci. Vyrůstající sporofyt nepřebírá automaticky symbiotické vazby gametofytu a tvoří si vlastní, už bez úzké specializace; často však dochází ke spojení s původní houbou a jejím prostřednictvím ke vzájemnému vyživování podzemních gametofytů sporofyty. Mykorhiza byla zjištěna i u sporofytů vranečků a dokonce i u šídlatek rostoucích hluboko pod vodní hladinou.

## Evoluce

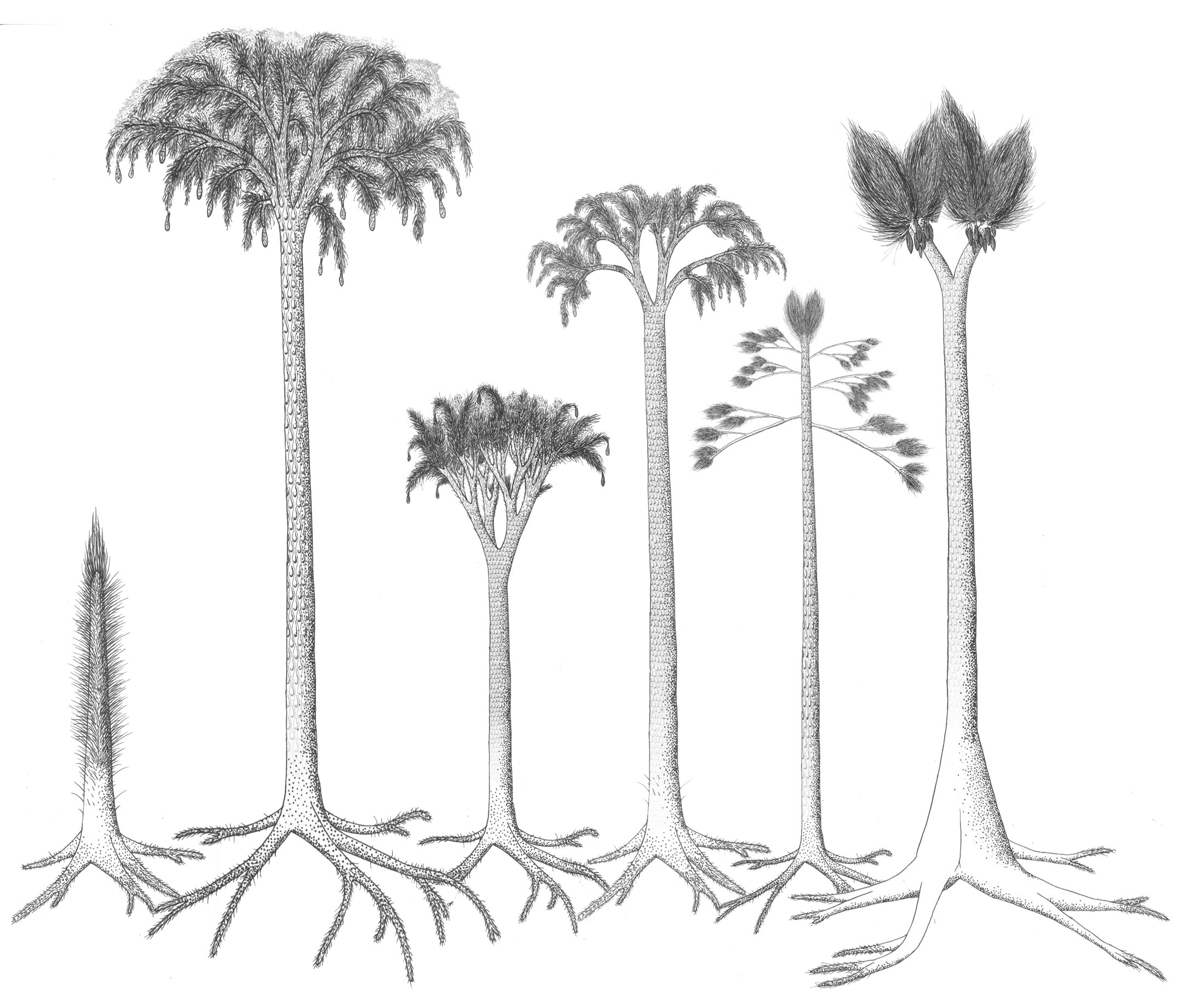
Rekonstrukce různých vyhynulých plavuní z řádu Lepidodendrales (zleva juvenilní a dospělý Lepidodendron, Lepidophloios, Diaphorodendron, Synchysidendron, Sigillaria)

Fosilně jsou plavuně doloženy již ze svrchního siluru a spodního devonu. Od ostatních rostlin se oddělily již před více než 420 miliony let. Předpokládá se, že vývojově navazují na rostliny rhyniové. Primitivní bylinné druhy a jejich předchůdci jako Zosterophyllum či Baragwanathia rostly v mělkých vodách a bahnitých tůních, s plodnými větvemi vystupujícími nad hladinu. Jejich zkameněliny byly nalezeny i z vrstev mořského pobřeží, což může implikovat evoluci raných plavuní ve slaných vodách. V devonu se objevili též první stromovití zástupci.
Vrcholu svého rozšíření, morfologické diverzity i evolučního rozvoje dosáhly plavuně během karbonu: na prakontinentu Pangea tehdy jejich stromové i keřovité typy (Lepidodendron, Sigillaria a další) tvořily dominantní složku vegetace močálovitých pralesů nížinných pobřežních oblastí a vlhkých vnitrozemských pánví; jejich pozůstatky daly vzniknout dnešním černouhelným slojím. V této době už byly zřejmě zformovány i všechny tři taxonomické skupiny přetrvávající do současnosti. V souvislosti s nástupem suššího klimatu v permu především stromové typy výrazně ustoupily a posléze během druhohor byly vytlačeny nahosemennými dřevinami; během mezozoika jsou nálezy dřevnatých plavuňových rostlin již jen sporadické a poslední z nich vyhynuly zřejmě ve spodní křídě. Naopak oportunističtí bylinní zástupci čeledi Pleuromeiaceae dokázali z krizí spojených s hromadným vymíráním efektivně těžit a značně se rozšířit; v raném triasu tvořili rozsáhlé porosty v nejrůznějších biotopech od slaných pobřežních lagun až po polopouště.
Do současnosti plavuně přežily pouze jako byliny. Mnohé druhy se vyvinuly dlouho po nástupu krytosemenných rostlin v návaznosti na jimi nově vytvořená prostředí, stávající rody pocházejí pravděpodobně z druhohor. Uvnitř některých rodů, například plavuníků či vranců, dochází dodnes poměrně snadno ke křížení za vzniku plodných, v případě vícenásobné hybridizace často taxonomicky obtížně zařaditelných jedinců. Speciace u jihoamerických vysokohorských vranců pravděpodobně stále dál probíhá; označovat plavuně za „živoucí fosilie“ by tak bylo poměrně zavádějící.

## Systematika

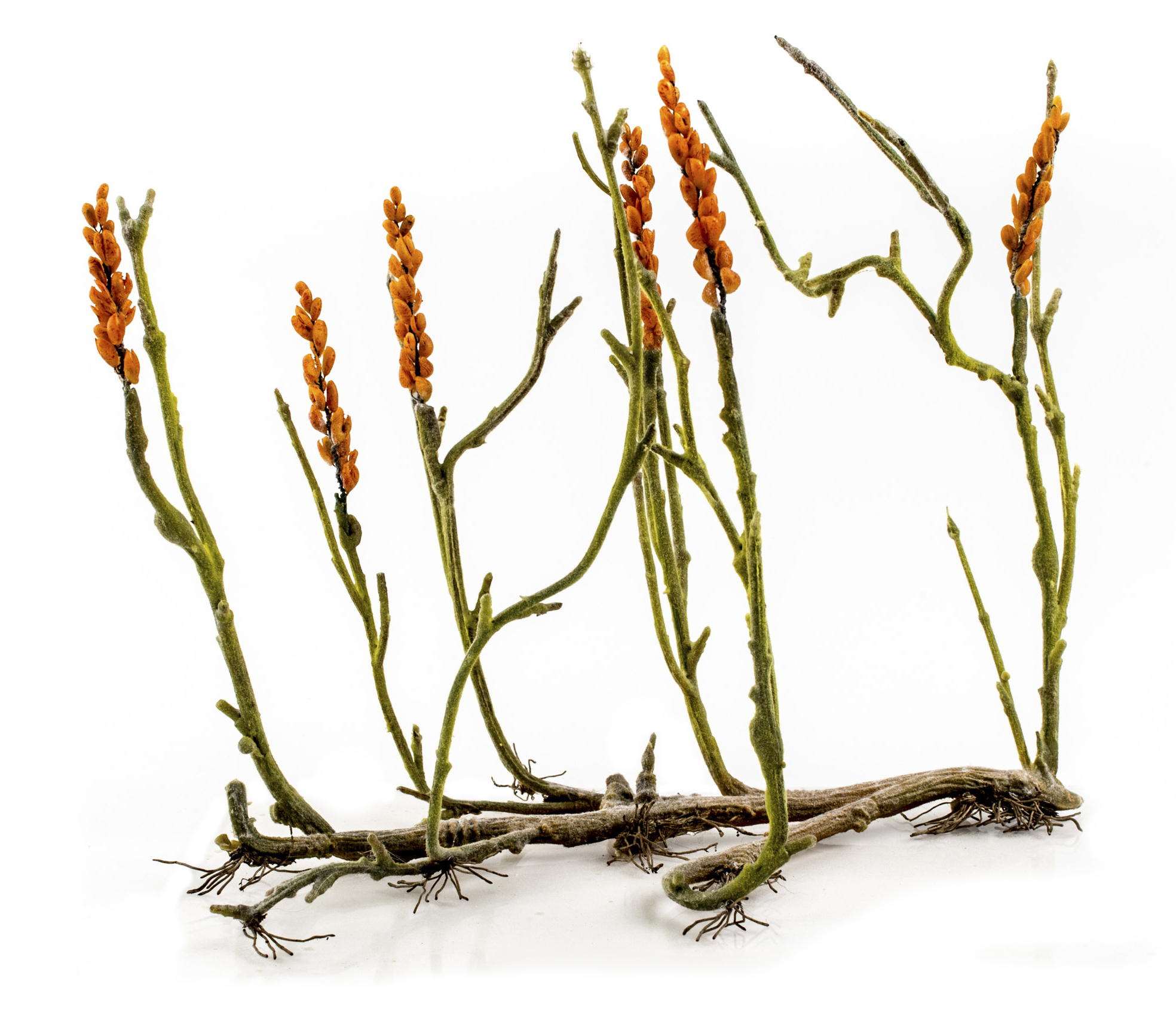
Rekonstrukce devonské rostliny z rodu Zosterophyllum (třída Zosterophyllopsida)

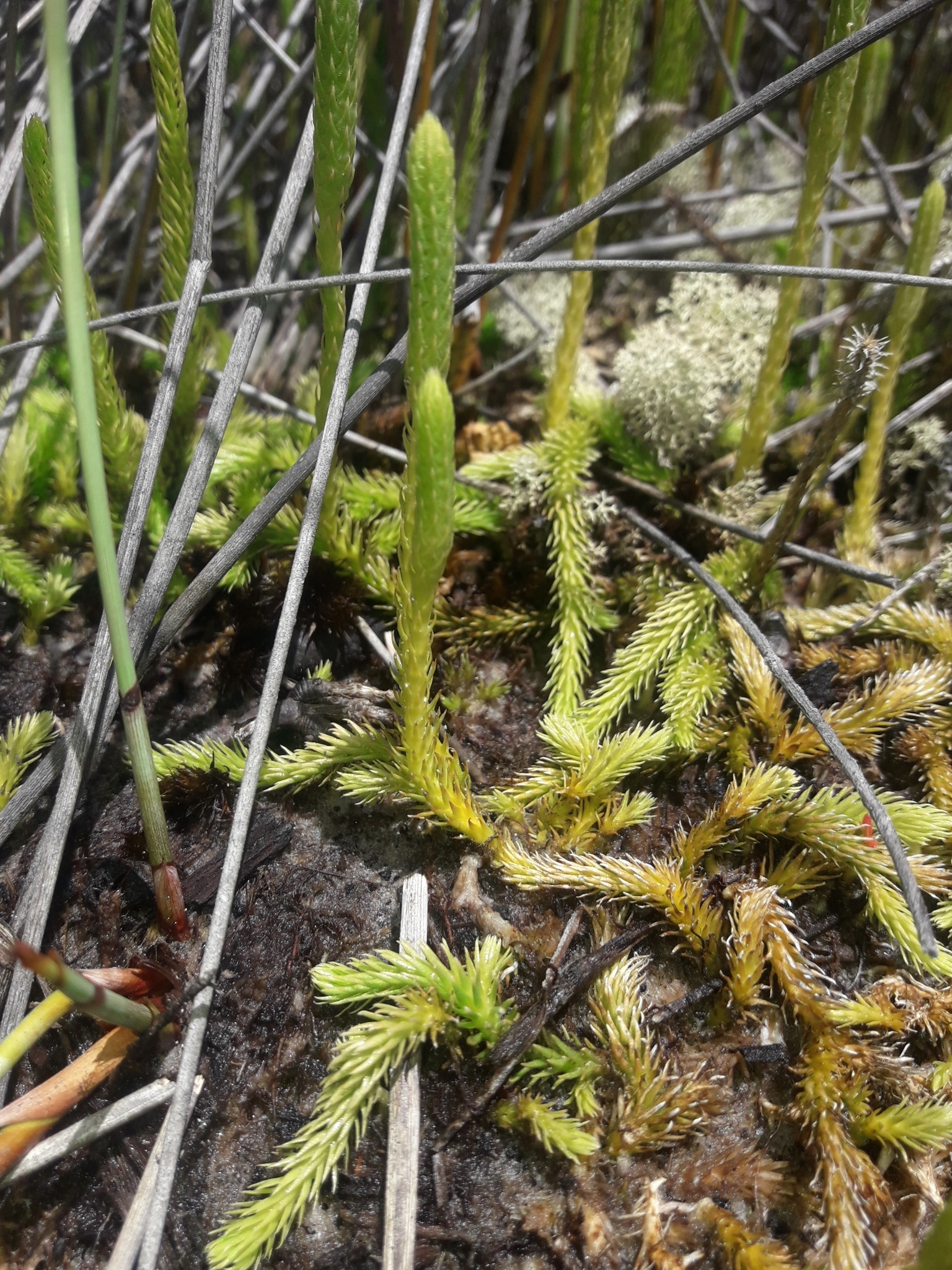
Plavuňka Pseudolycopodiella serpentina

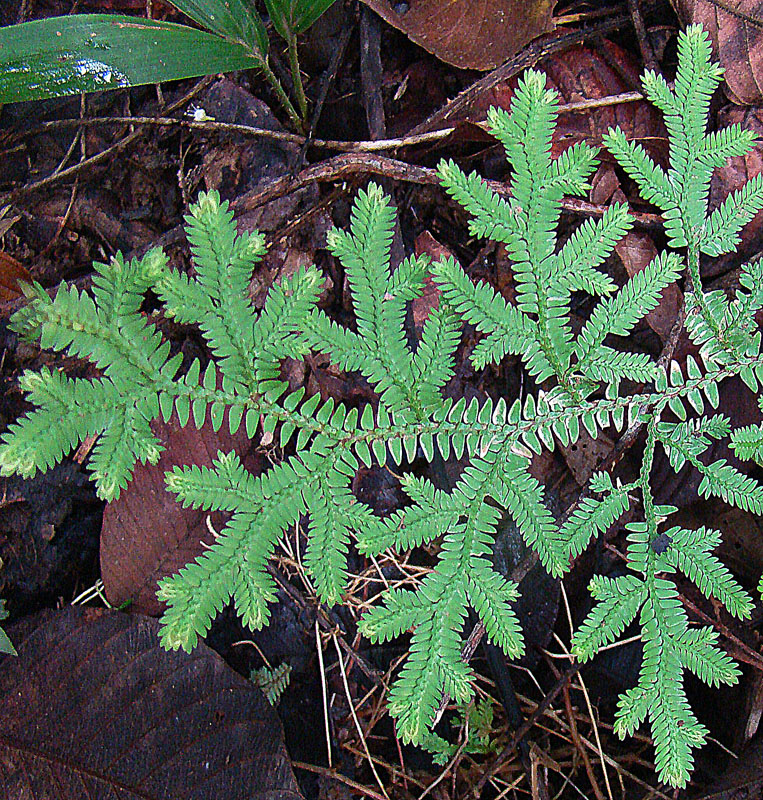
Vraneček Selaginella eurynota

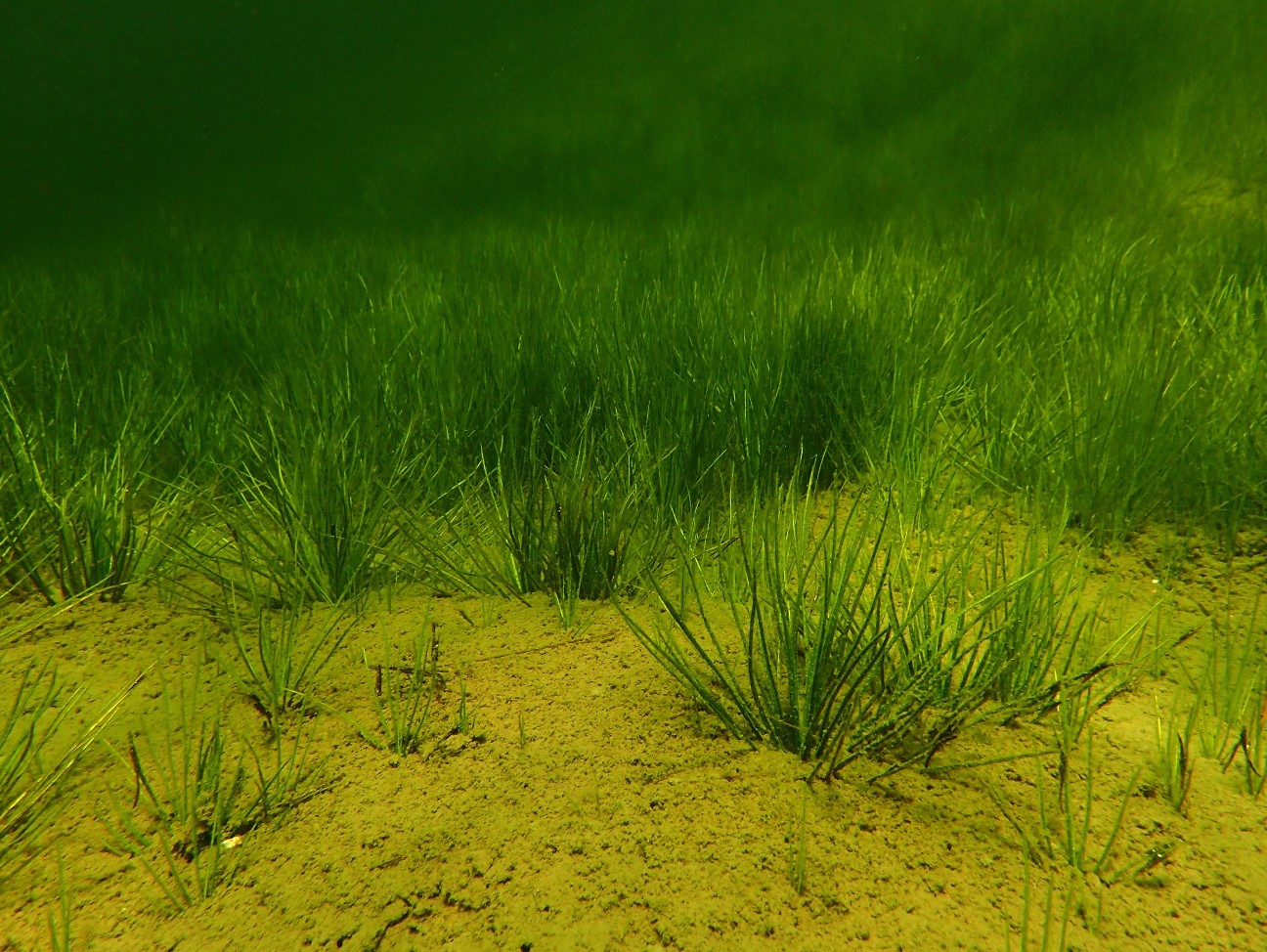
Šídlatky jezerní (Isoëtes lacustris) pod vodní hladinou

V tradičních systémech byly plavuně řazeny mezi kapraďorosty, což je však dle fylogenetických pravidel nadále neudržitelný přístup. Podle nových poznatků formují samostatnou monofyletickou skupinu, která se od svého vzniku vyvíjela zcela nezávisle na ostatních liniích rostlin. Jejich fylogenetickou strukturu a vztah k ostatním cévnatým rostlinám lze zjednodušeně znázornit následujícím kladogramem (pouze recentní skupiny):
|  | Lycopodiales                                                 |
|  |                                                              |
|  | \| \| Selaginellales \| \| \| \| \| \| Isoetales \| \| \| \| |
|  |                                                              |
|  | Selaginellales                                               |
|  |                                                              |
|  | Isoetales                                                    |
|  |                                                              |

|  | Selaginellales |
|  |                |
|  | Isoetales      |
|  |                |

| Monilophyta | \| \| přesličky \| \| \| \| \| \| kapradiny \| \| \| \| |
|             | \| \| přesličky \| \| \| \| \| \| kapradiny \| \| \| \| |
|             | semenné rostliny (Spermatophyta)                        |
|             |                                                         |
|             | přesličky                                               |
|             |                                                         |
|             | kapradiny                                               |
|             |                                                         |

|  | přesličky |
|  |           |
|  | kapradiny |
|  |           |

|  | Lycopodiales                                                 |
|  |                                                              |
|  | \| \| Selaginellales \| \| \| \| \| \| Isoetales \| \| \| \| |
|  |                                                              |
|  | Selaginellales                                               |
|  |                                                              |
|  | Isoetales                                                    |
|  |                                                              |

|  | Selaginellales |
|  |                |
|  | Isoetales      |
|  |                |

| Monilophyta | \| \| přesličky \| \| \| \| \| \| kapradiny \| \| \| \| |
|             | \| \| přesličky \| \| \| \| \| \| kapradiny \| \| \| \| |
|             | semenné rostliny (Spermatophyta)                        |
|             |                                                         |
|             | přesličky                                               |
|             |                                                         |
|             | kapradiny                                               |
|             |                                                         |

|  | přesličky |
|  |           |
|  | kapradiny |
|  |           |

Vnitřní systematika plavuní je dosud neustálená a vzhledem k závislosti na fosilním materiálu pravděpodobně neúplná. V různých pojetích obsahuje jednu až tři třídy, mnohokrát se měnil též počet různě široce pojatých čeledí i rodů a jejich vymezení. Aktuální systém recentních plavuní byl zpracován skupinou Pteridosperm Phylogeny Group v návrhu systému PPG I, který by byl analogický k fylogenetickému systému krytosemenných rostlin, známému jako APG. Obsahuje pouze jedinou žijící třídu Lycopodioipsida a v ní tři řády. V čeledi plavuňovité (Lycopodiaceae) zavádí celkem 16 rodů ve třech podčeledích Lycopodielloideae, Lycopodioideae a Huperzioideae; vzhledem k monofyletičnosti a nevelkému rozsahu těchto tří taxonů není však toto dělení dosud bez výhrad přijímáno a mnohé zdroje včetně databáze Plants of the World Online je pojímají pouze na úrovni tří širokých rodů.

### Třída†Zosterophyllopsida
Vymřelé primitivní bezlisté rostliny, vyskytující se od pozdního siluru do konce devonu. Pravděpodobně parafyletická skupina zahrnující několik vývojových větví; dříve považovaná za samostatné oddělení, nověji řazená mezi plavuně jako jejich bazální linie.

### TřídaLycopodiopsida– vlastní plavuně
Řád †Drepanophycales – nejprimitivnější plavuně blízké rhyniofytům, vyskytující se v siluru a devonu. Pouze byliny (např. †Baragwanathia či Asteroxylon).
Řád Lycopodiales – plavuňotvaré
- Lycopodiaceae – plavuňovité
  - podčeleď Lycopodielloideae (respektive rod plavuňka v širokém smyslu), rody dle PPG I: Lycopodiella, Lateristachys, Palhinhaea a Pseudolycopodiella
  - podčeleď Lycopodioideae (respektive rod plavuň v širokém smyslu), rody dle PPG I: Diphasiastrum (plavuník), Austrolycopodium, Dendrolycopodium, Diphasium, Lycopodiastrum, Lycopodium, Pseudodiphasium, Pseudolycopodium a Spinulum
  - podčeleď Huperzioideae (respektive rod vranec v širokém smyslu), rody dle PPG I: Huperzia, Phlegmariurus a Phylloglossum

Řád †Protolepidodendrales – vymřelé rostliny devonské až karbonské éry, vesměs byliny (např. †Leclercqia)
Řád Selaginellales – vranečkotvaré
- Selaginellaceae – vranečkovité
  - Selaginella – vraneček (včetně dříve vydělovaných rodů jako vranečka – Lycopodioides ad.)

Řád †Lepidodendrales – mohutné fosilní dřeviny (†Lepidodendron, †Sigillaria atd.) převážně z období karbonu a permu
Řád Isoëtales – šídlatkotvaré
- †Pleuromeiaceae a několik dalších vyhynulých čeledí, též v některých zdrojích vydělovány jako řád Pleuromeiales. Drobné i mohutné byliny, dle fosilních nálezů se hojně rozšířily především po událostech permského vymírání.[24]

- Isoëtaceae – šídlatkovité
  - Isoëtes – šídlatka

(Taxony označené v přehledu † představují vyhynulé skupiny rostlin.)

## Ekologie a rozšíření současných plavuní

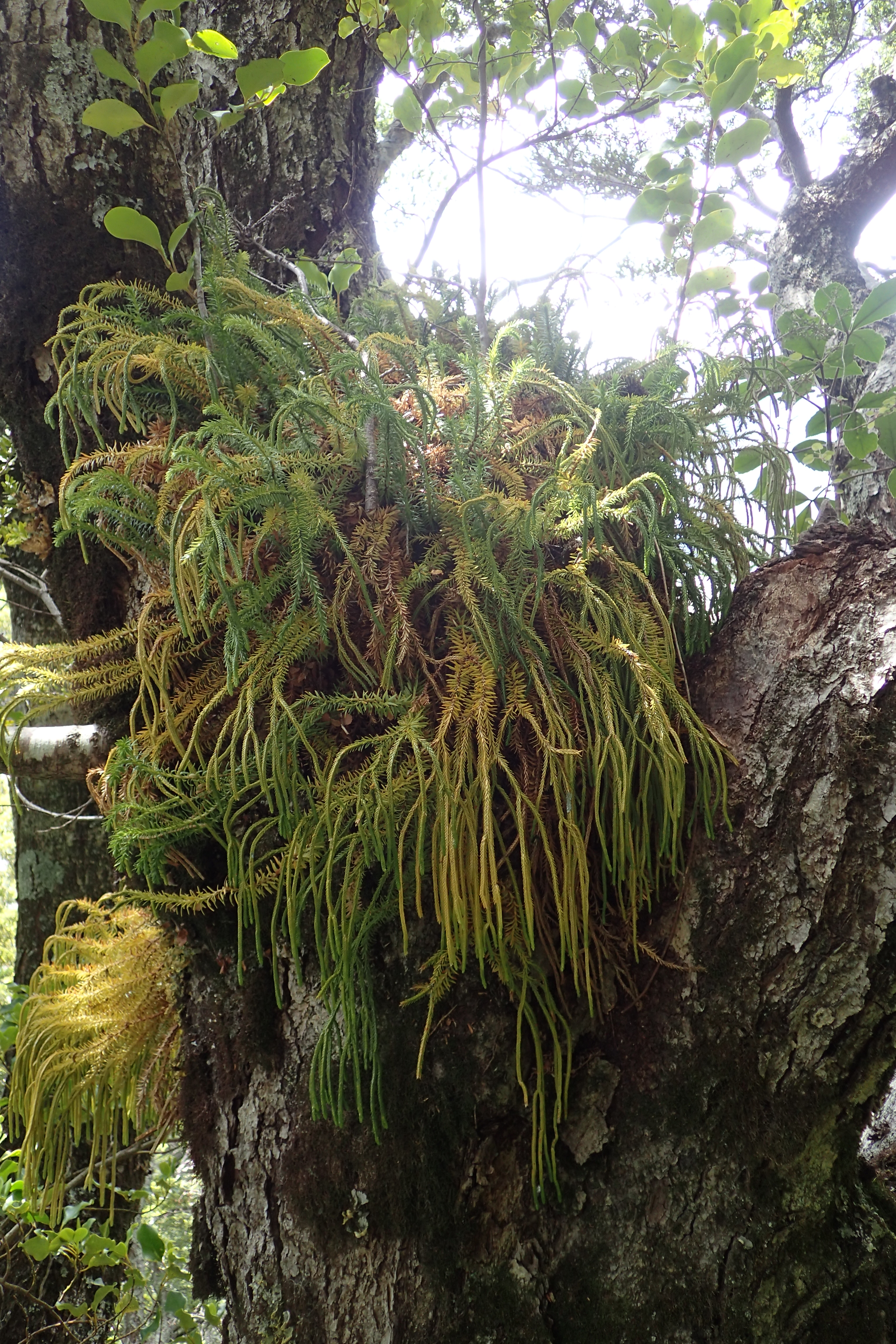
Epifyticky rostoucí Phlegmariurus varius

Dnešní plavuňové rostliny mají své těžiště rozšíření v tropických a subtropických oblastech celého světa, s největším bohatstvím v jihovýchodní Asii a tropické Americe; zde je lze najít v podrostu vlhkých subtropických lesů, mlžných lesů a tropických pralesů, ve skalních štěrbinách nebo jako epifyty zakořeněné v rozsochách, dutinách a štěrbinách v kůře stromů. Vcelku hojně rostou také v temperátních oblastech, některé zasahují až za polární kruh nebo jsou součástí vysokohorské tundry. V mírném a chladném podnebném pásu se plavuně hojněji vyskytují v jehličnatých či smíšených lesích, na rašeliništích a vlhčích vřesovištích, na alpínských loukách nebo v porostech kosodřeviny, jiné osidlují okraje mokřadů nebo bahnitá dna vysýchavých nádrží. Řada druhů vyrůstá ve vlhkých vysokohorských biotopech typu páramo a puna; druhovou diverzitu především u zdejších blízce příbuzných zástupců rodu Phlegmariurus lze zřejmě vysvětlit bouřlivou radiační speciací v nových biotopech vzniklých po vyzvednutí And. Některé šídlatky rostou celý život ponořeny pod vodní hladinou jezer či pomalu tekoucích řek, jiné obývají periodicky vysychající tůně a během období sucha se chovají jako geofyty, přežívající jen v podobě podzemní hlízky.
Málo se plavuně naopak vyskytují v suchých oblastech stepí, polopouští a pouští. Výjimkou jsou některé vranečky, jako např. severoamerické druhy Selaginella lepidophylla, zvaná též „růže z Jericha“ nebo „rostlina vzkříšení“, či Selaginella rupestris, které jsou coby poikilohydrické organismy přizpůsobeny i masivnímu vysychání, během něhož kompletně svinují své nadzemní části. Některé druhy, například plavuň vidlačka, mají obrovský, téměř kosmopolitní areál výskytu a jsou hodnoceny jako málo dotčené, jiné, jako mnohé trvale ponořené druhy šídlatek, mají jen malé, úzce vymezené areály a často patří ke kriticky ohroženým. Několik druhů vranečků je ve světě považováno za invazní druhy, jako například Selaginella willdenowii v tropických lesích Střední Ameriky nebo Selaginella kraussiana v Austrálii a na Novém Zélandu.

### Evropské plavuně

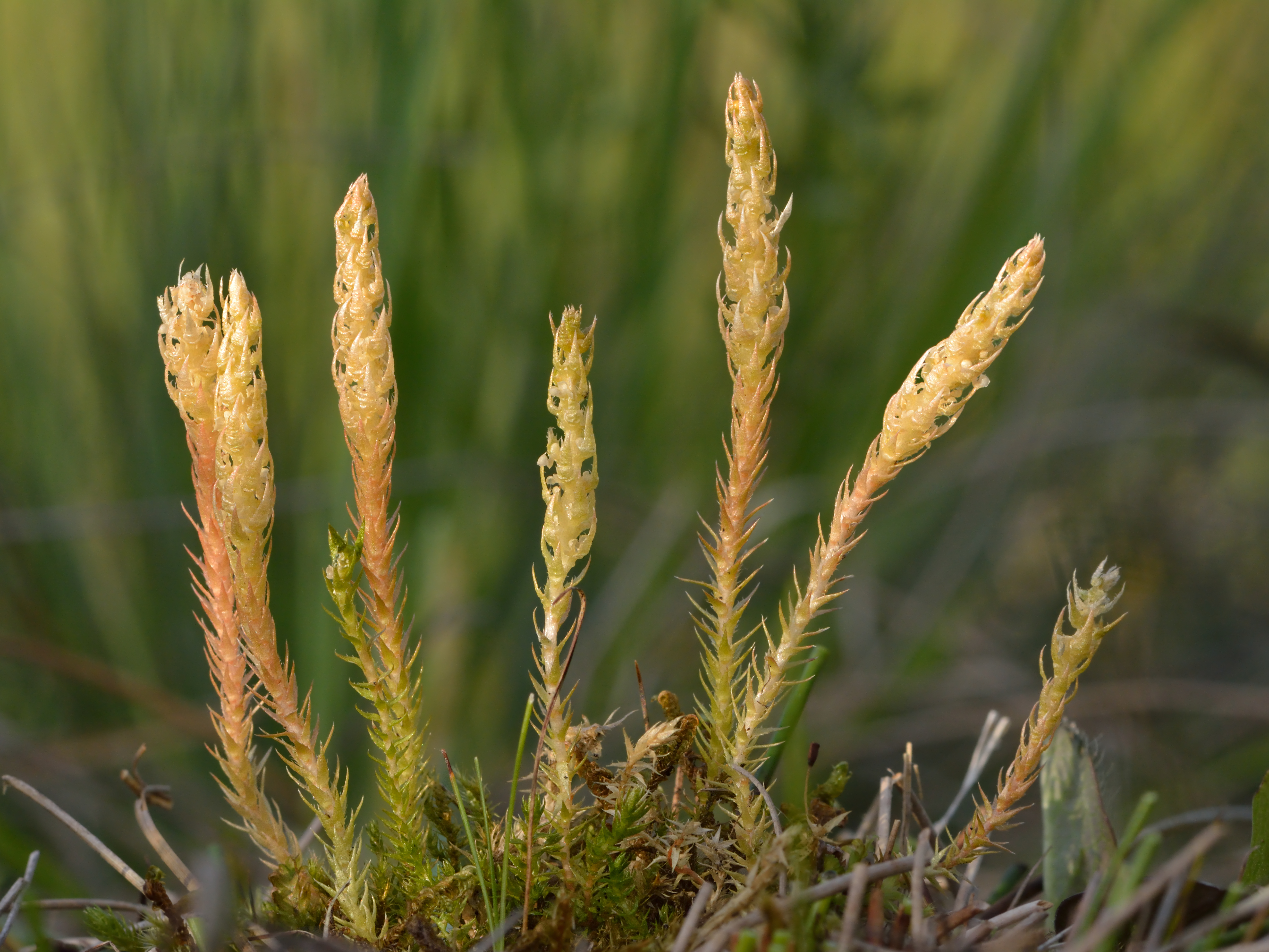
Vraneček brvitý (Selaginella selaginoides) je v české přírodě silně ohroženým druhem (C2), rostoucím pouze v subalpínském stupni Krkonoš a Jeseníků

V Evropě se vyskytuje celkem 38 druhů plavuní, z toho je 15 evropských endemitů. Největším počtem druhů (20, z nich 12 endemických a 10 zařazených v některé kategorii ohrožení) je zastoupen rod šídlatka, nejvíce ve Středomoří, kde rostou ve vegetaci periodicky vysychajících tůní (svaz Isoëtion ze třídy Isoëto-Nano-Juncetea). Čtyřmi druhy, avšak žádným endemickým, jsou zastoupeny vranečky, zbytek připadá na čeleď plavuňovitých. Centrem endemismu jsou rovněž ostrovy Makaronésie.

### Česká květena
V české přírodě se plavuně vyskytují dosti vzácně, především v horských a podhorských oblastech. Celkem zde roste 13 druhů, spadajících do všech tří řádů. Patrně nejčastějším zástupcem těchto rostlin je zde plavuň vidlačka (Lycopodium clavatum), rostoucí převážně ve světlých jehličnatých lesích středních a vyšších poloh. Ve stinných acidofilních lesích roste plavuň pučivá (Lycopodium annotinum), některé plavuníky (Diphasiastrum spp.) se vyskytují na disturbovaných místech podél lesních cest, v lesních průsecích nebo na horských sjezdovkách. V subalpínském stupni hor lze najít vraneček brvitý (Selaginella selaginoides) a vranec jedlový (Huperzia selago), který vzácně roste též ve stinných horských a podhorských smrčinách. Silně ustupujícím, kriticky ohroženým druhem je drobná plavuňka zaplavovaná (Lycopodiella inundata), odkázaná již převážně jen na sekundární stanoviště, jako jsou zatopené pískovny nebo okraje rybníků, vzácným glaciálním reliktem jsou populace šídlatek v šumavských ledovcových jezerech. Za druh vyhynulý je v české flóře považován vraneček švýcarský (Selaginella helvetica), jako zplanělý nepůvodní druh byl naopak nově nalezen vraneček Kraussův (Selaginella kraussiana).

## Využití
Olejnaté spory plavuně vidlačky a několika dalších druhů jsou užívány mimo jiné v medicíně jako dermatologikum, k obalování pilulek (konspergens) a v homeopatii. Vzhledem k vysoké hořlavosti díky obsahu tuků byly dříve vyhledávány též v ohněstrůjství a ke světelným efektům na divadlech. Alkaloid selagin obsažený v pletivech vrance byl testován při léčbě alkoholismu, neboť ve spojení s alkoholem vyvolává nutkavé zvracení. Některé vranečky a epifyticky rostoucí vrance jsou prodávány a šlechtěny jako okrasné, převážně pokojové rostliny. Významné kolekce tropických plavuní lze vidět ve skleníku Fata Morgana Botanické zahrady Hlavního města Prahy a v expozici Pravěk Botanické zahrady v Liberci.

## Galerie

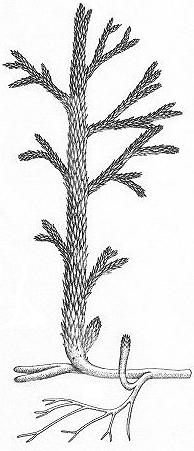
Rekonstrukce vyhynulé devonské plavuně rodu Asteroxylon z řádu Drepanophycales
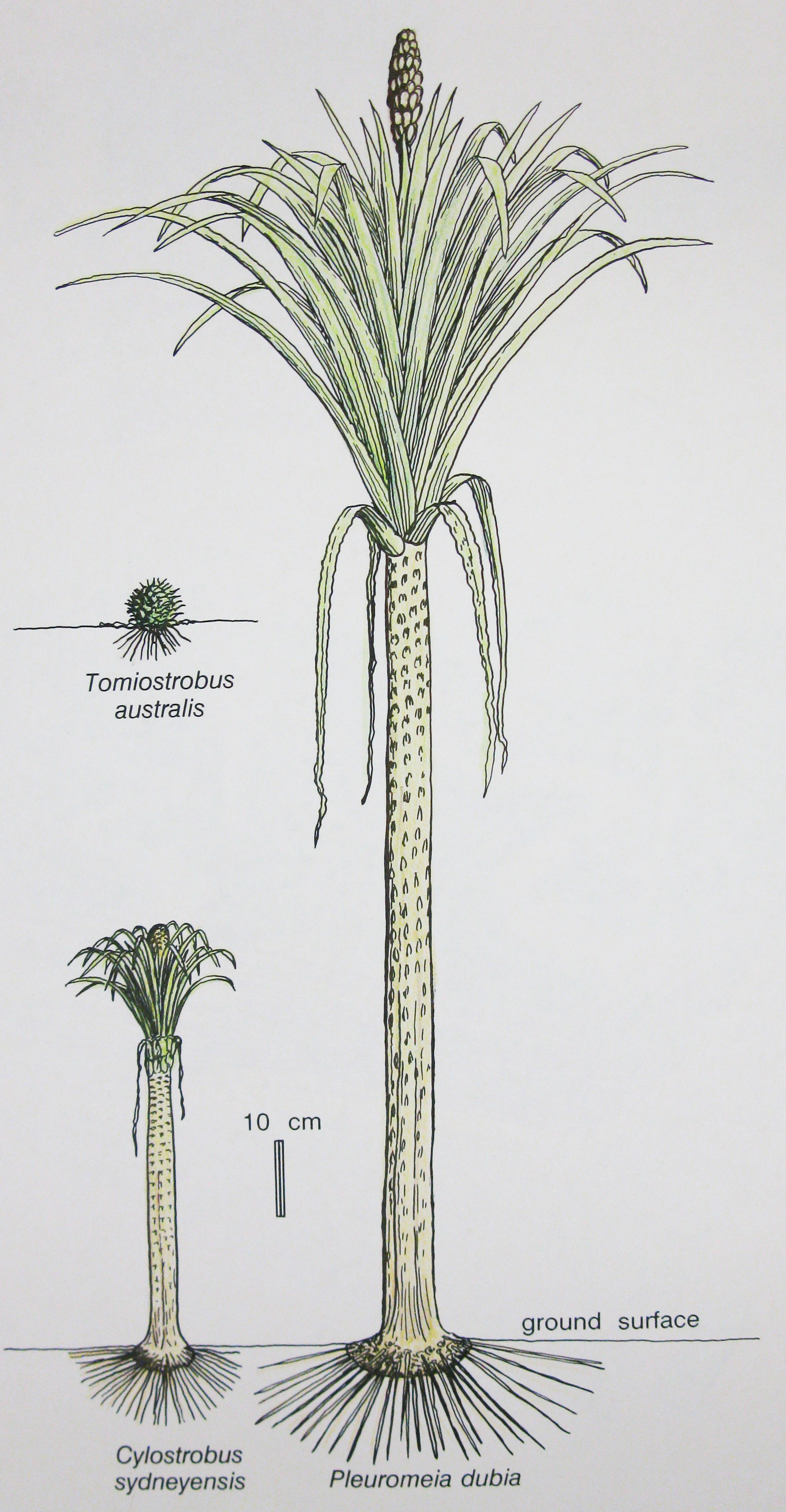
Rekonstrukce raně druhohorních zástupců čeledi Pleuromeiaceae (popisky uvnitř obrázku)
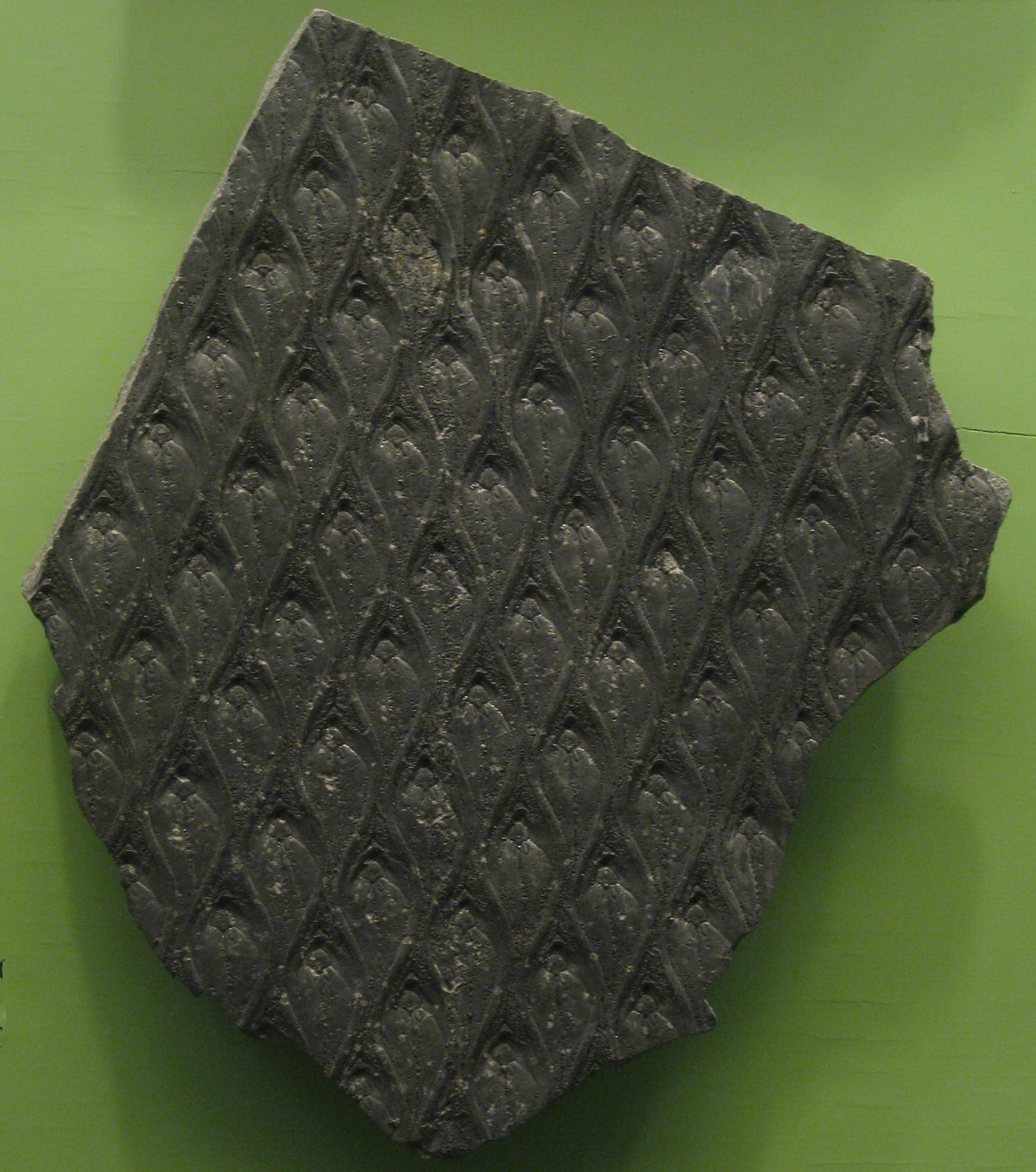
Fosilní otisk kůry lepidodendronu s typickými jizvami po opadaných listech
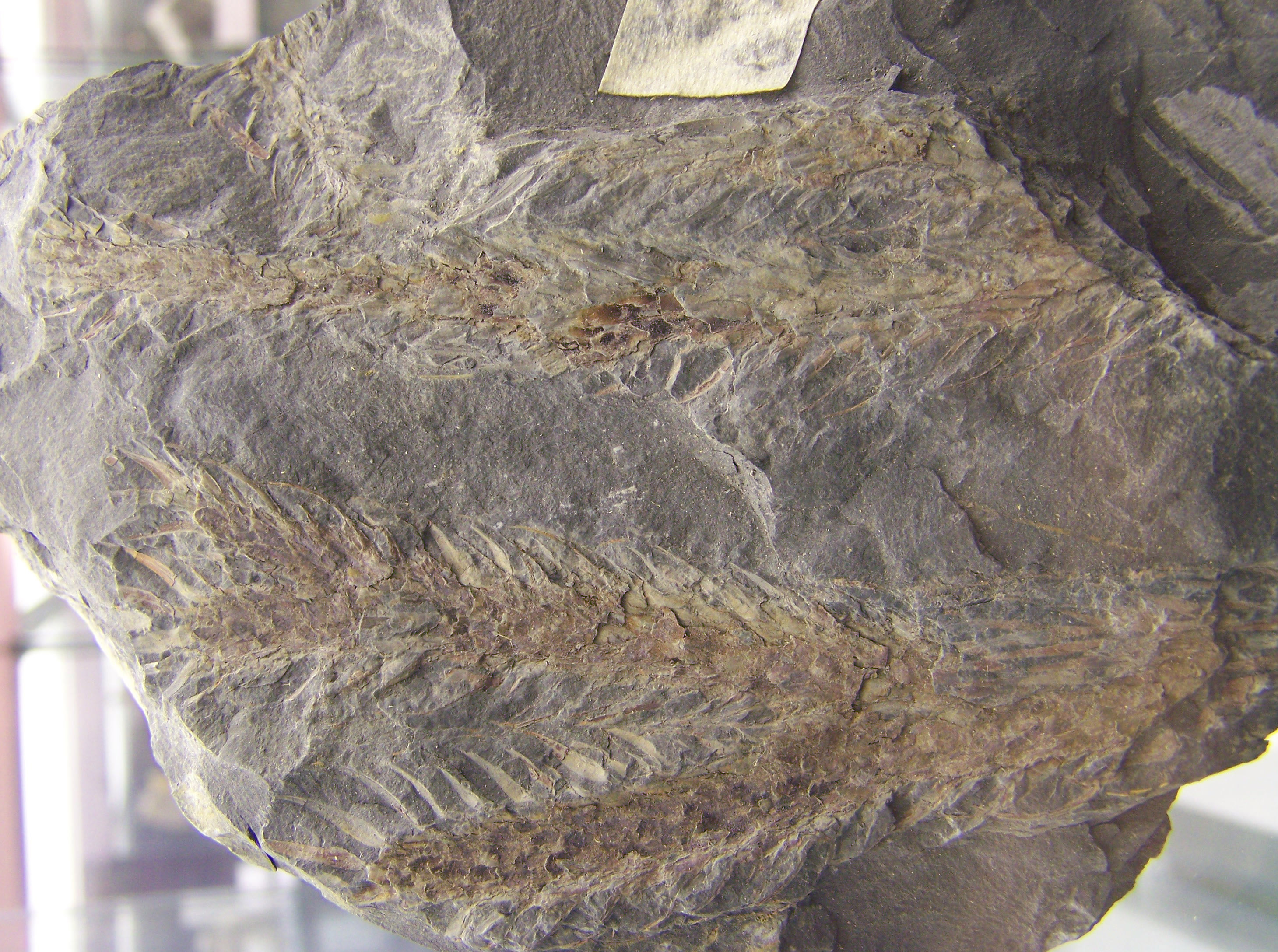
Lepidodendron – zkamenělé větévky
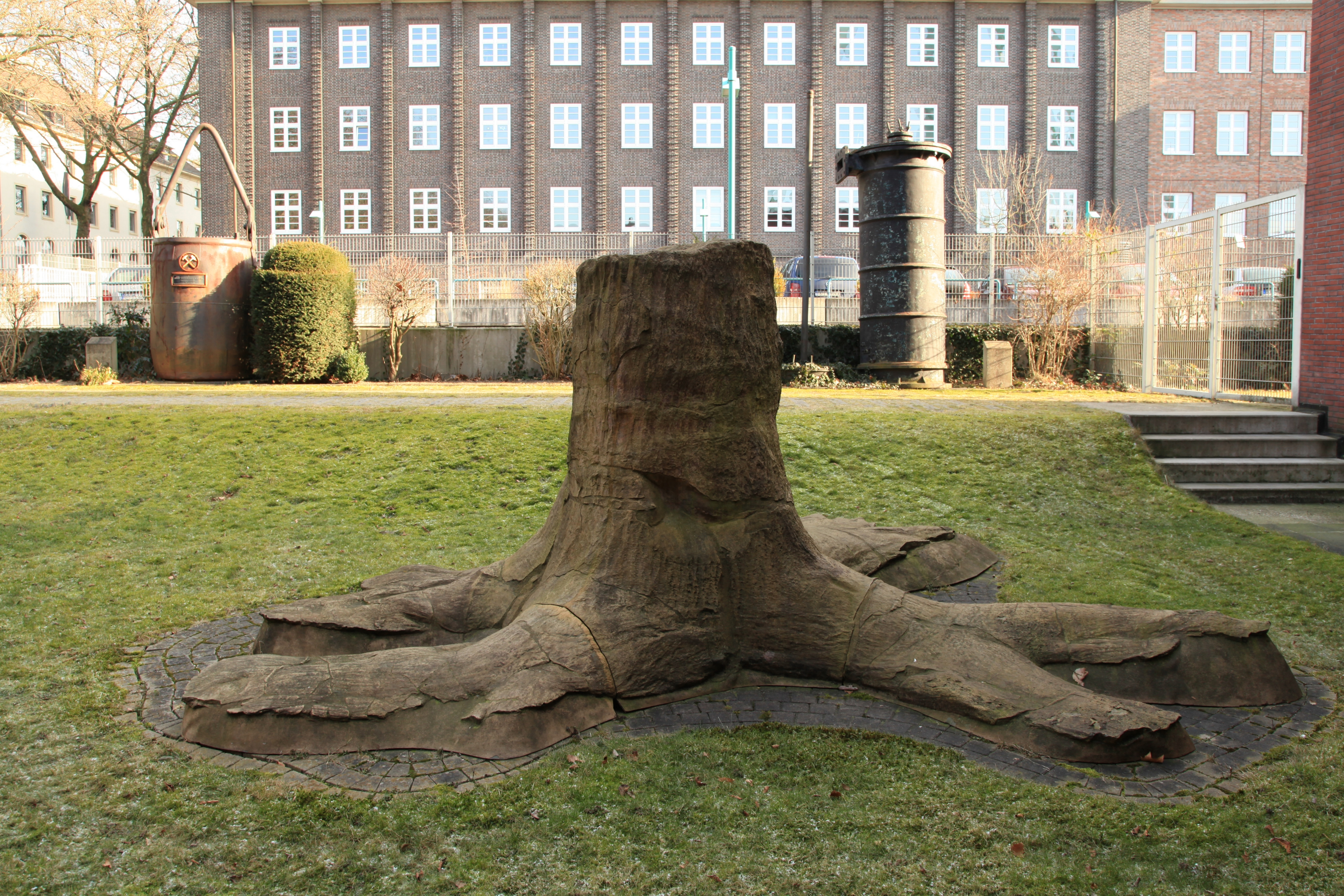
Fosilní pahýl kmene patřícího rostlině z rodu Sigillaria
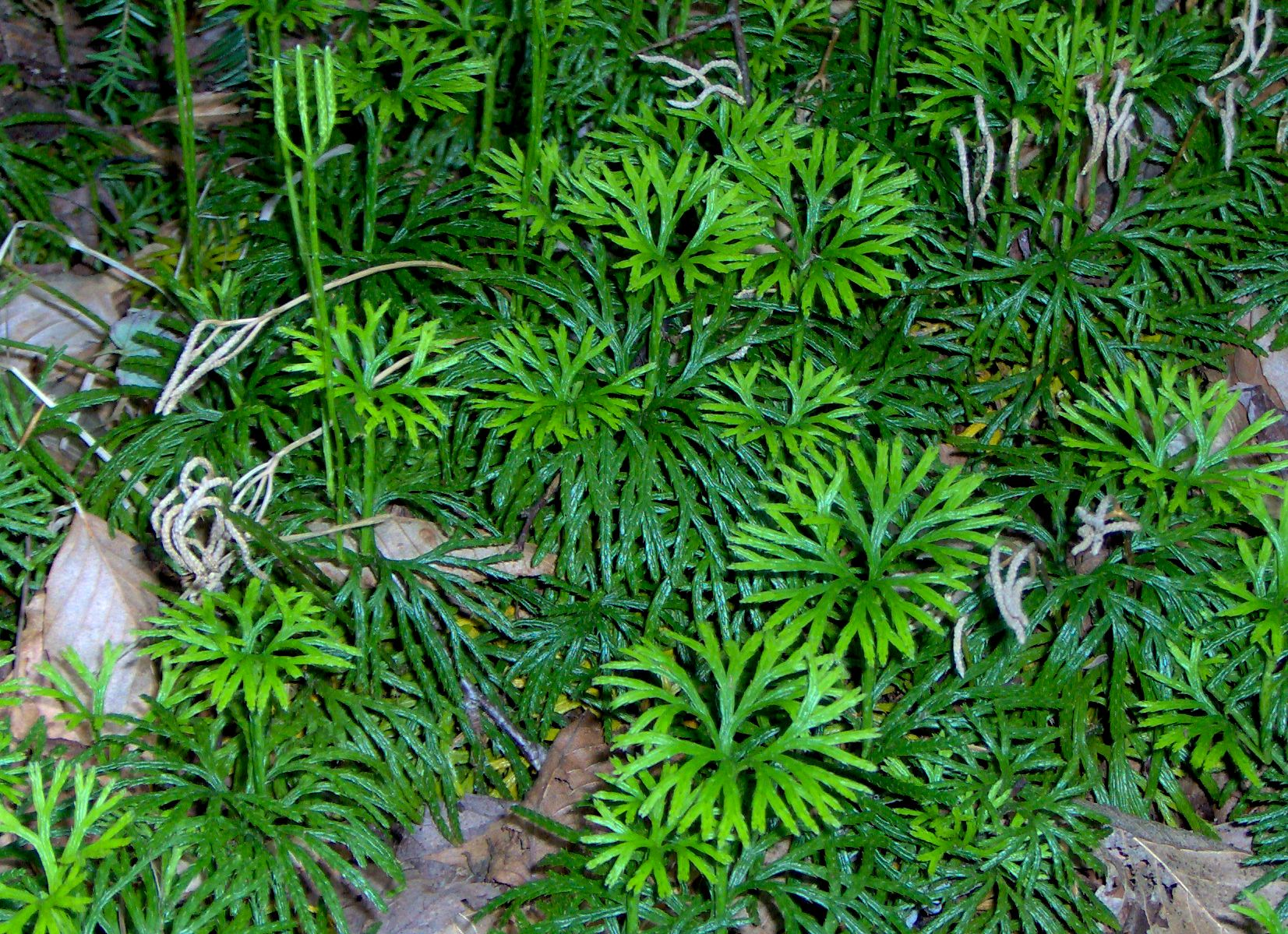
Plavuník Diphasiastrum digitatum je jedním z nejčastějších zástupců rodu v Severní Americe
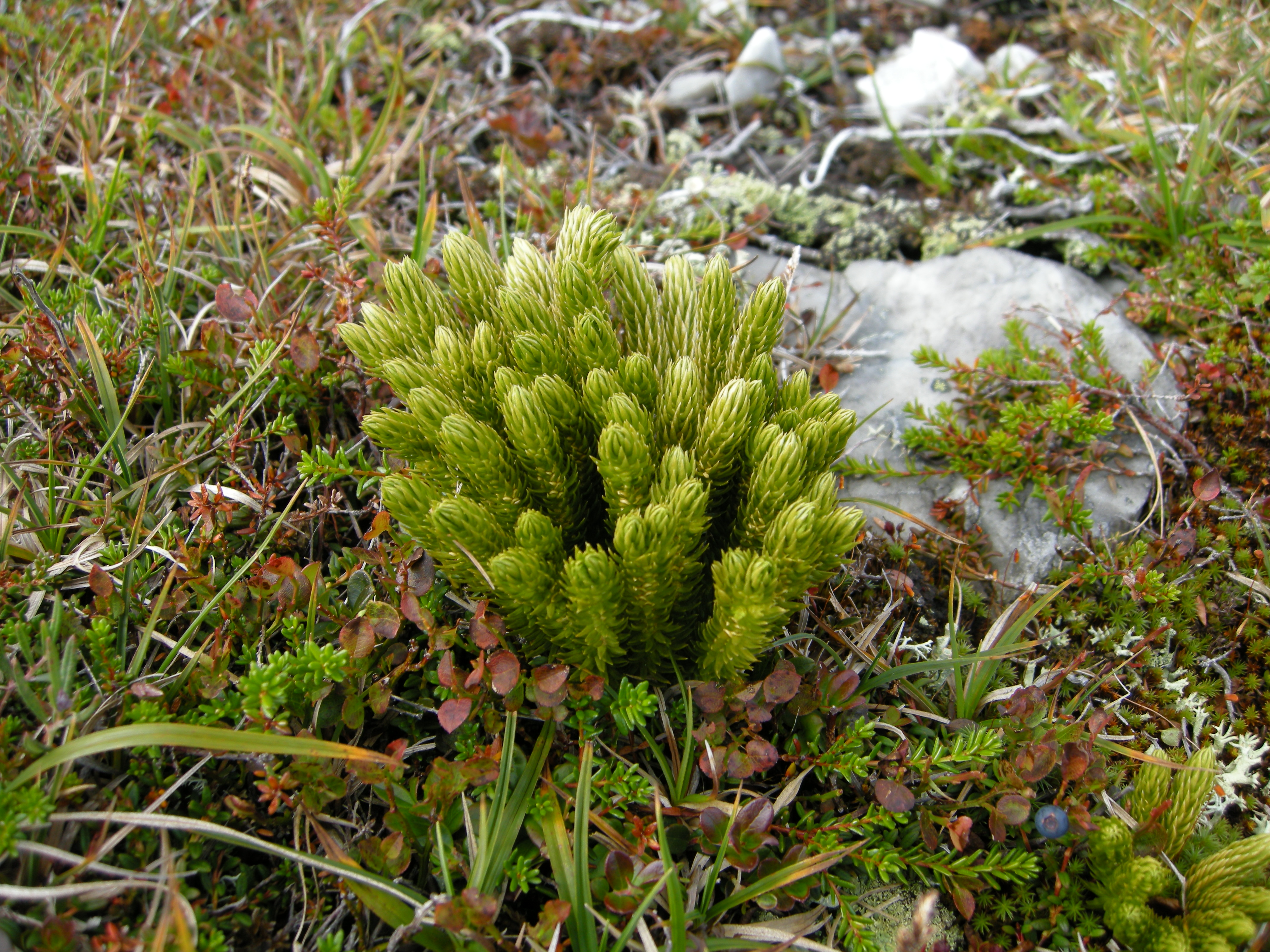
Vranec Huperzia appressa v norské keříčkovité tundře
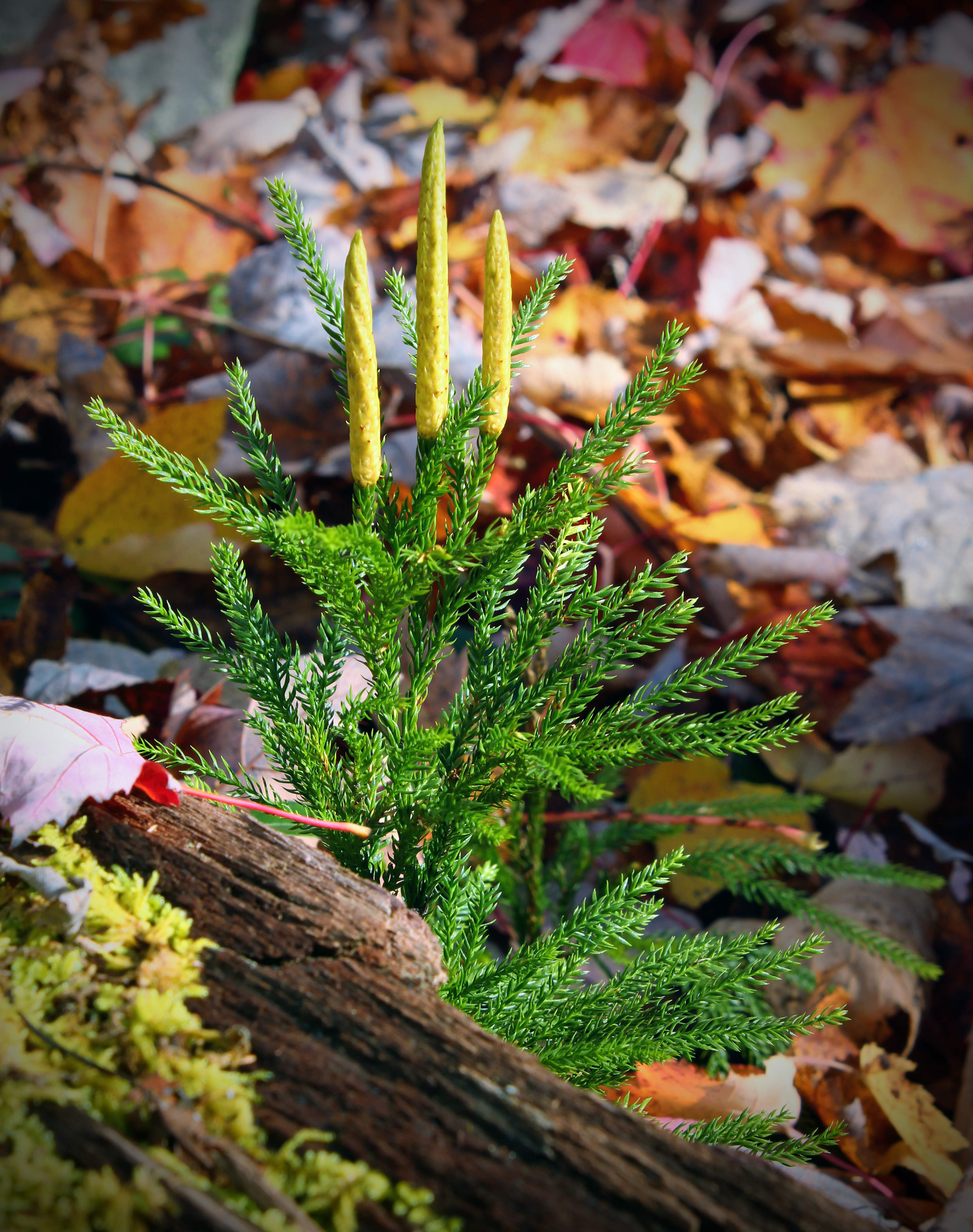
Dendrolycopodium obscurum ze Severní Ameriky
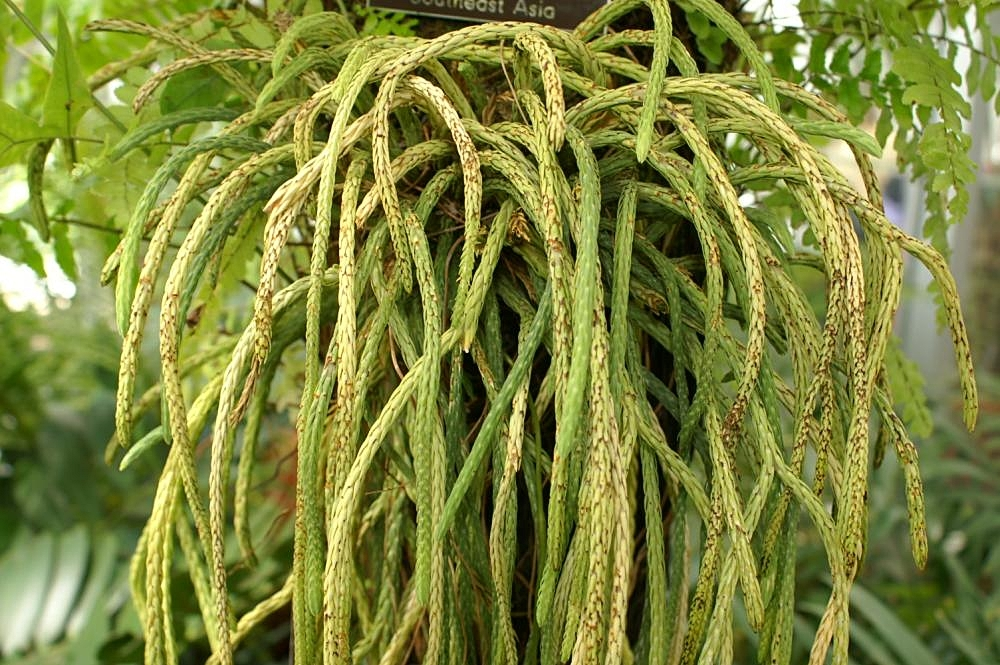
Phlegmariurus carinatus (jihovýchodní Asie)
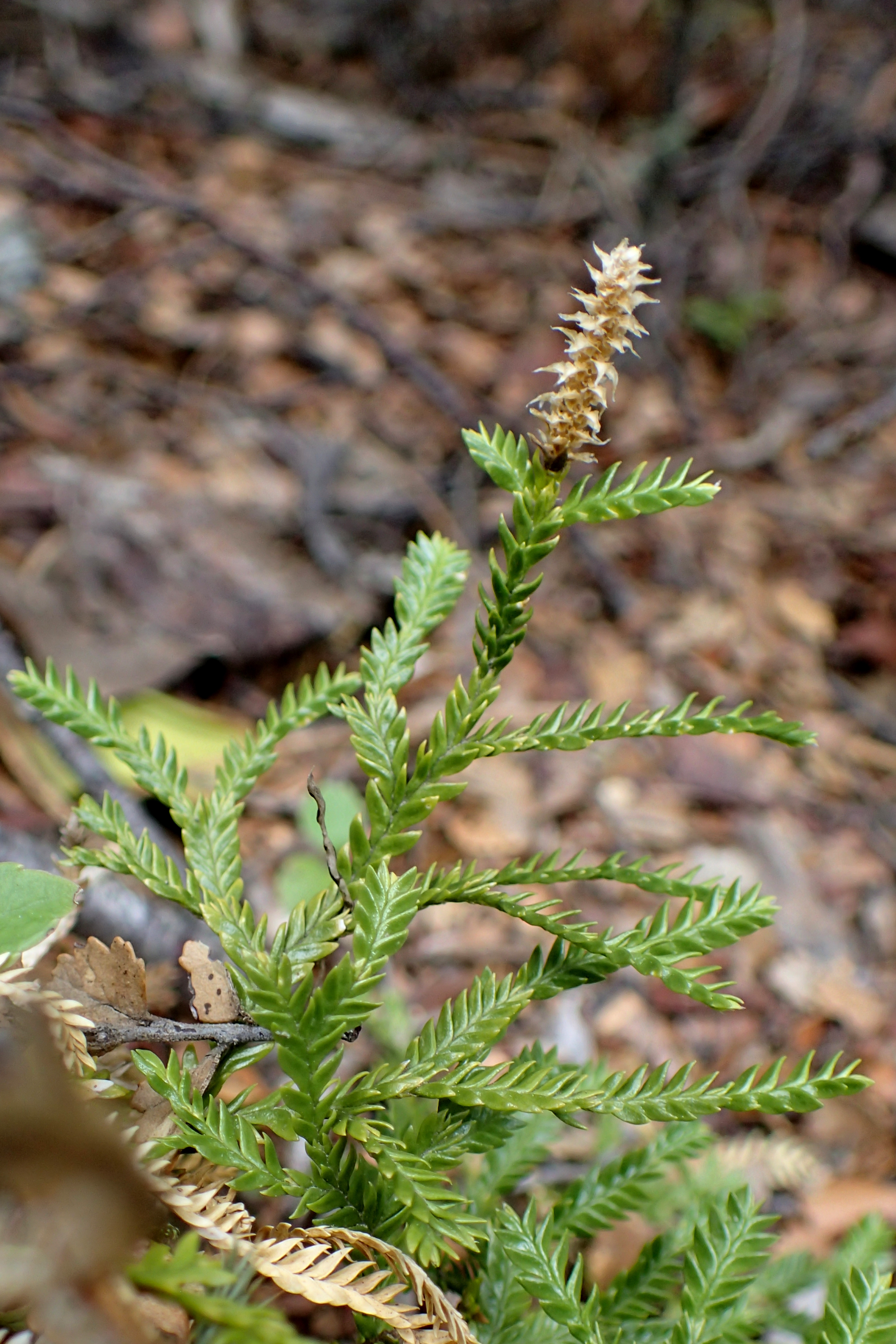
Diphasium scariosum (Austrálie a přilehlé oblasti tropické jihovýchodní Asie)
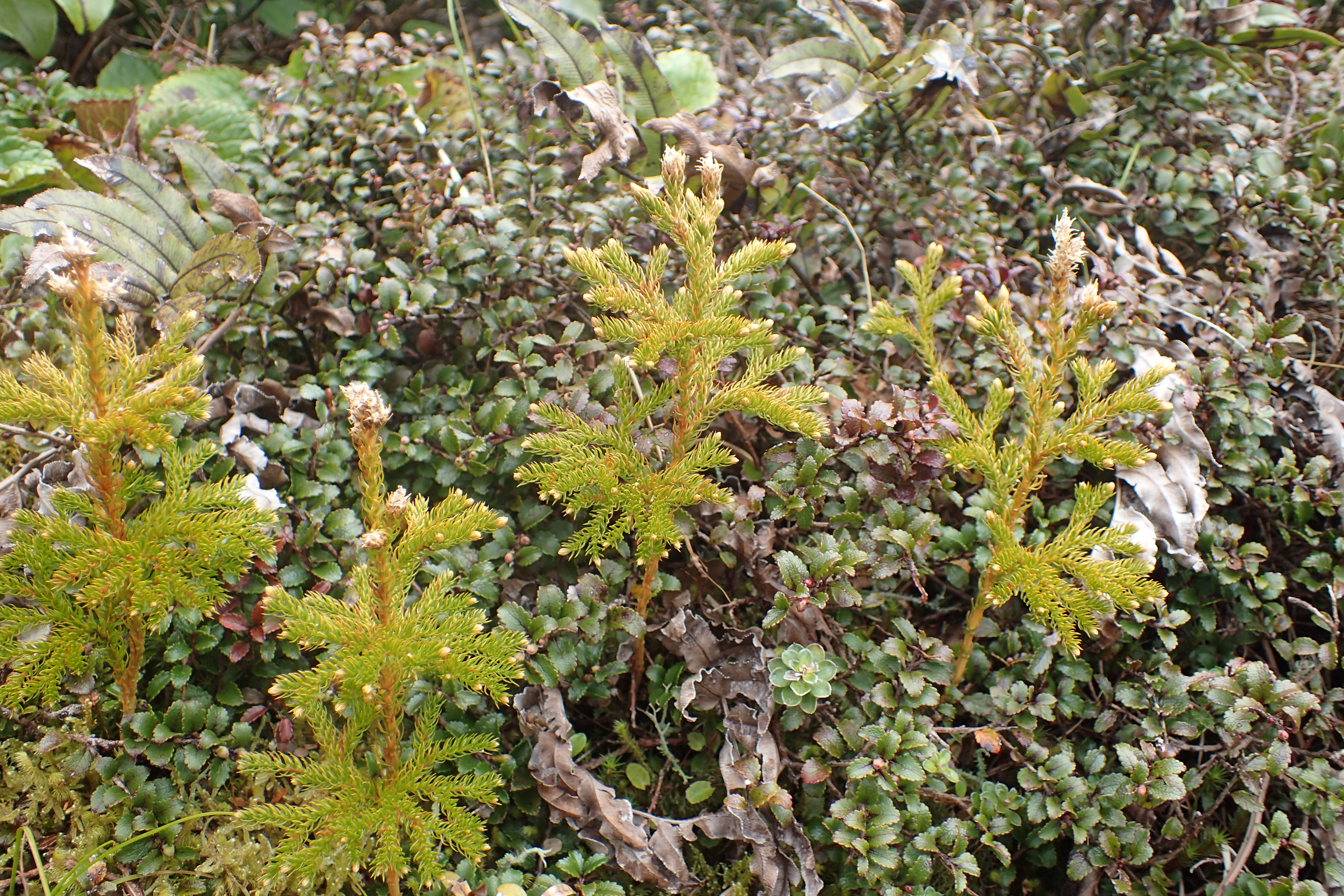
Austrolycopodium fastigiatum, vzpřímené lodyhy vyrůstající z plazivé hlavní větve (Austrálie)
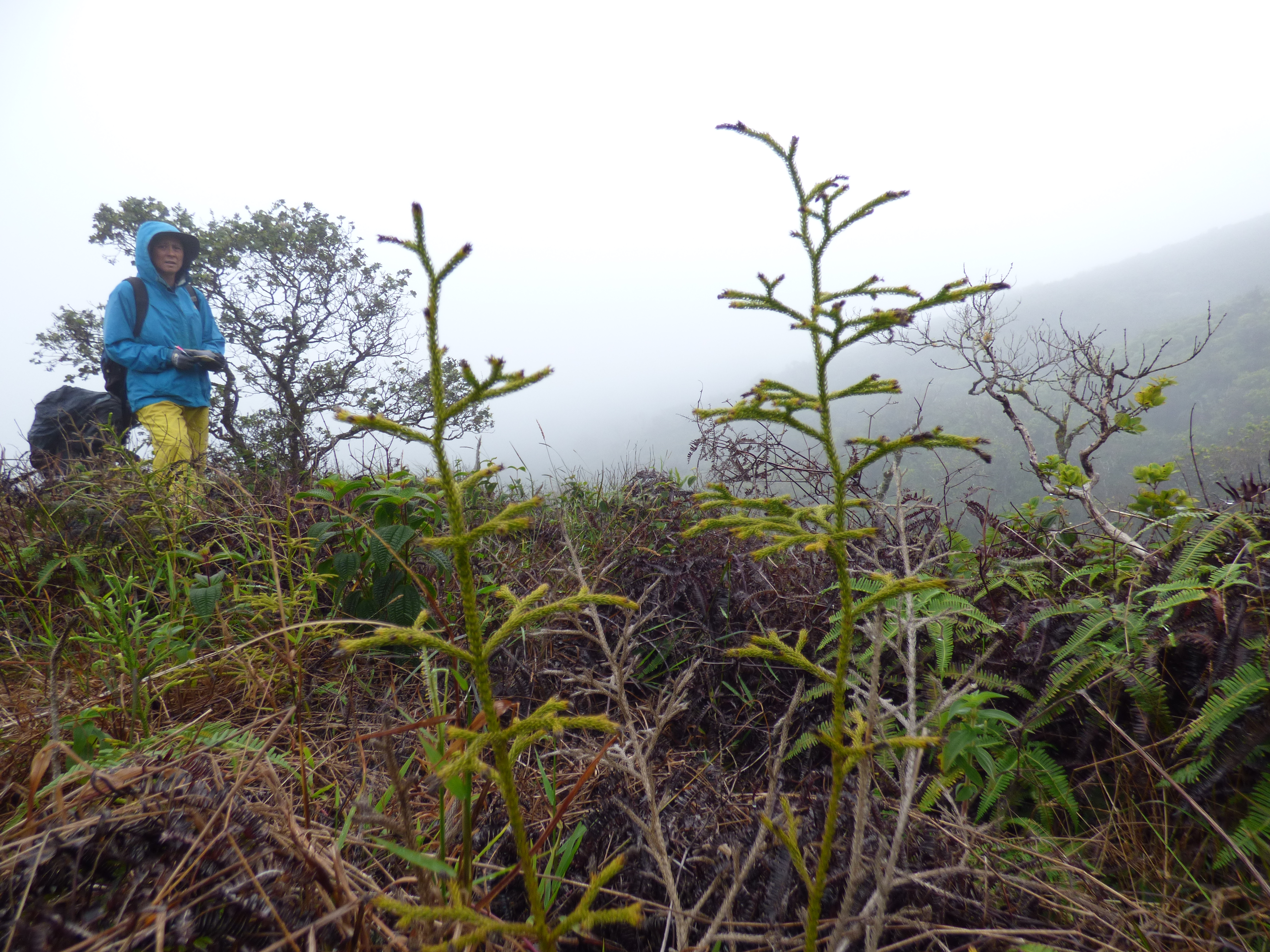
Plavuňka Palhinhaea cernua může dorůstat až 150 cm (Maui, Havaj)
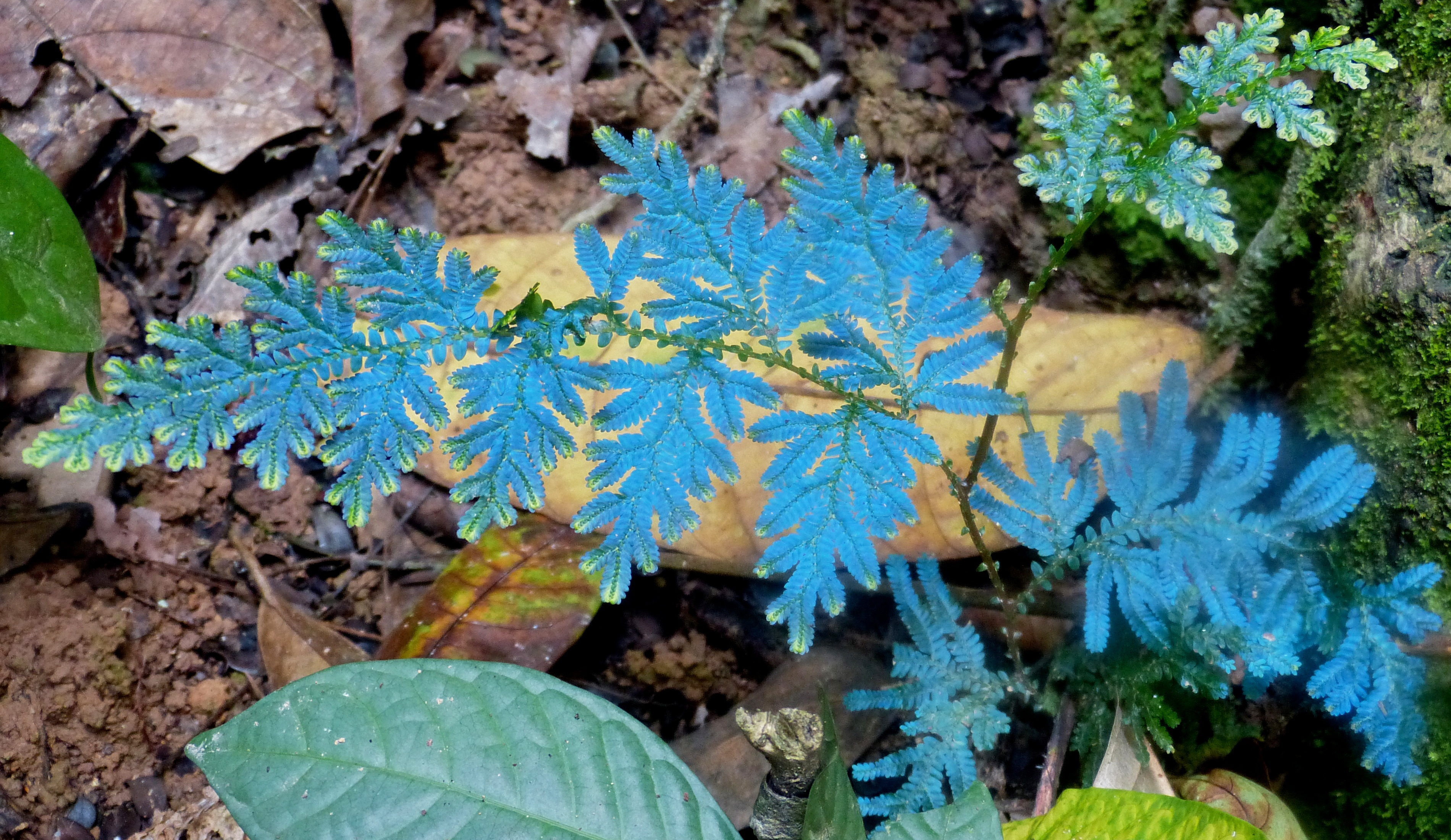
Duhově se odrážející list vranečku Selaginella wildenowii z tropů jihovýchodní Asie
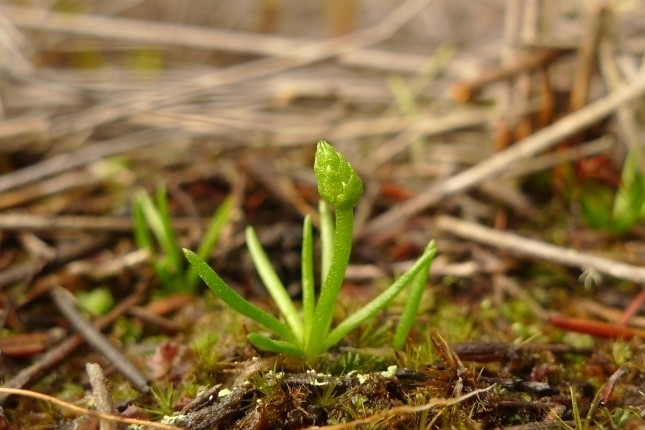
Phylloglossum drummondii je bizarní rostlinka dorůstající rozměrů pouhých několika centimetrů (Austrálie, Nový Zéland)